# Ондрашова
Ондрашова (слч. Ondrašová) насељено је мјесто са административним статусом сеоске општине (слч. obec) у округу Турчјанске Тјеплице, у Жилинском крају, Словачка Република.

## Становништво
| Година:    | 1994. | 2004.    | 2014.    | 2024.    |
| ---------- | ----- | -------- | -------- | -------- |
| Број људи: | 61    | 53       | 79       | 90       |
| Разлика:   |       | -13,11 % | +49,05 % | +13,92 % |

| Година:    | 2023. | 2024.   |
| ---------- | ----- | ------- |
| Број људи: | 91    | 90      |
| Разлика:   |       | -1,09 % |

Према подацима о броју становника из 2011. године насеље је имало 76 становника.